# Wilhelmine-Lübke-Preis
Der Wilhelmine-Lübke-Preis wurde 1969 von der Ehefrau des ehemaligen Bundespräsidenten Heinrich Lübke, Wilhelmine Lübke, gestiftet. Er wurde bis 1995 verliehen. Für 1980 sind „20000 DM jährlich“ ausgewiesen, die als Preisgeld ausgelobt wurden – ob dies als Gesamtsumme oder pro Preisträger zu verstehen war, ist derzeit noch nicht zu verifizieren.
Wilhelmine Lübke gründete 1962 mit ihrem Mann das Kuratorium Deutsche Altershilfe (KDA). Dieses wurde als „Wilhelmine-Lübke-Stiftung“ zu ihrem Lebenswerk und lobte den Wilhelmine-Lübke-Preis aus. Lübke entwickelte unter anderem die Idee der Einführung von Essen auf Rädern sowie Grundlagen für die Kurzzeit- und Tagespflege alter Menschen.
Der Preis wurde für Arbeiten vergeben, die Probleme des Alterns und Alters auf besonders qualifizierte Weise behandeln und/oder das Bild des alten Menschen und seine Möglichkeiten im Alter frei von Klischeevorstellungen und menschlich beeindruckend darstellen. Rein wissenschaftliche Werke konnten keine Berücksichtigung finden, da sie für den normalen, interessierten Bürger nicht verständlich waren. 
Die Jury setzte sich aus Mitgliedern des Kuratoriums Deutsche Altershilfe, Vertretern der Gerontologie, der Altenhilfe und der Publizistik zusammen. Der Preis wurde in Köln verliehen.

## Preisträger (soweit bekannt)
- 1969: Lothar Vetter[2]
- 1973: Henning Voßkamp
- 1974: Georg Sieber
- 1975: Franz Xaver Kroetz
- 1977: Sigrid Brunk
- 1977: Peter Härtling
- 1977: Gregor A. Heussen
- 1978: Max von der Grün, Ilse Hofmann
- 1980: Gero von Boehm,[1] Charlotte Drews-Bernstein,[1] Petra Michaely,[1] Robert Naegele,[1] Helmut Seitz,[1] Grete Weil
- 1981: Gerd Jauch
- 1982: Elke Heidenreich
- 1982: Lore Walb
- 1983: Kristel Neidhart
- 1984: Herbert Reinecker
- 1985: Carmen Thomas
- 1989: Bodo Witzke
- 1990: Barbara Dobrick
- ? Gisela Marx